# Alleh & Yorghaki
Alleh & Yorghaki es un dúo venezolano de pop y regguetón formado en 2024 por el cantante Alleh Mezher y el productor Yorghaki Yacoub, que en 2025 saltaron a la fama con su canción Capaz (merenguetón) que a finales de 2024 se hizo viral en TikTok.

## Biografía
Alleh comenzó su carrera artística en 2022. Sin embargo, conoció al productor Yorghaki, y más tarde se hicieron amigos y empezaron a hacer música juntos.
Saltaron a finales de 2024 con su canción Capaz (merenguetón), que se viralizó en TikTok varios días después. Hicieron su primer álbum de estudio, La ciudad. Además, han ganado fama gracias a su primera canción, dónde han ascendido en TikTok, en redes sociales y listas de reproducción.

## Premios y nominaciones
| Año  | Premio                   | Nominado              | Categoría        | Resultado | Referencias |
| ---- | ------------------------ | --------------------- | ---------------- | --------- | ----------- |
| 2025 | Premios Tu música urbano | «Capaz (merenguetón)» | Canción tropical | Nominada  | [ 4 ]       |